# Escola Jurídica da Universidade de Maryland
A Escola Jurídica Francis King Carey da Universidade de Maryland (primeiramente chamada de Escola Jurídica da Universidade de Maryland; as vezes abreviada para Maryland Law ou Maryland Carey Law) é a escola jurídica da Universidade de Maryland em Baltimore, Maryland, Estados Unidos. Fundada em 1816 como o Maryland Law Institute com o ensino regular iniciado em 1824, é a segunda escola jurídica mais velha dos Estados Unidos, atrás apenas da William & Mary Law School e na frente da Harvard Law School. A sua localização está na região metropolitana de Baltimore-Washington.
Em 2003, a escola jurídica se mudou para um novo estabelecimento no centro de Baltimore perto do Inner Harbor e do Oriole Park at Camden Yards. Em 2011, a instituição recebeu uma doação de trinta milhões de dólares da W.P. Carey Foundation, que é a maior do tipo que ela já recebeu em sua história. Em resposta, a escola jurídica mudou o seu nome para Escola Jurídica Francis King Carey da Universidade de Maryland.
Maryland Law tem se encontrado no topo do índice das escolas jurídicas americanas do U.S. News & World Report, mantendo suas posições nos rankings com o passar dos anos. A escola jurídica teve a posição trigésima sexta em 2008, e assumiu a posição quadragésima oitava na edição de 2016. O ranking de 2016 também deu a instituição o topo nos índices de direito de saúde pública (4º), programas de meio período (5º), e treinamento clinico (7º).
Maryland Law é totalmente credenciada pela American Bar Association. É membro da Associação de Escolas Jurídicas dos Estados Unidos e possui importância na sociedade de Honra Order of the Coif.